# Comté de Coryell
Pour les articles homonymes, voir Coryell.
Le comté de Coryell, en anglais : Coryell County, est un comté situé dans le centre de l'État du Texas aux États-Unis. Fondé le 4 février 1854, son siège de comté est la ville de Gatesville.  Selon le recensement de 2020, sa population est de 83 093 habitants. Le comté a une superficie de 2 736 km2, dont 2 724 km2 en surfaces terrestres. Le comté porte le nom de James Coryell, un pionnier et explorateur, tué le 27 mai 1837, par des Amérindiens.

## Organisation du comté
Le comté est fondé le 4 février 1854, à partir des terres des comtés de McLennan et de Bell. Il est définitivement organisé et autonome en mars 1854. 
Le comté est baptisé en l'honneur de James Coryell, un pionnier et un explorateur, tué le 27 mai 1837, par des Amérindiens,.

## Géographie - Climat
Le comté de Corryel est situé au centre du Texas, aux États-Unis,.
Il a une superficie totale de 2 736 km2, composée de 2 724 km2 de terres et de 12 km2 de zones aquatiques. 
Le terrain est composé de plateaux et de prairies avec des altitudes allant de 183 m à 455 m. 
Le climat est tempéré et les précipitations annuelles moyennes sont de 810 mm.

## Comtés adjacents
| Comté de Hamilton | Comté de Bosque  | Comté de McLennan |
|                   | comté de Coryell |                   |
| Comté de Lampasas |                  | Comté de Bell     |

## Démographie
Lors du recensement de 2010, le comté comptait une population de 75 388 habitants. Elle est estimée, en 2017, à 74 913 habitants,.
| Groupes           | Comté de Coryell | Texas | États-Unis |
| ----------------- | ---------------- | ----- | ---------- |
| Blancs            | 70,4             | 70,4  | 72,4       |
| Afro-Américains   | 15,8             | 11,9  | 12,6       |
| Autres            | 6,1              | 10,6  | 6,4        |
| Métis             | 5,1              | 2,5   | 2,7        |
| Asiatiques        | 1,9              | 3,8   | 4,8        |
| Amérindiens       | 0,9              | 0,7   | 0,9        |
| Total             | 100              | 100   | 100        |
|                   |                  |       |            |
| Latino-Américains | 15,9             | 37,6  | 16,7       |

Selon l'American Community Survey, pour la période 2011-2015, 85,29 % de la population âgée de plus de 5 ans déclare parler l'anglais à la maison, 9,96 % déclare parler l'espagnol, 1,44 % l'allemand et 3,31 % une autre langue.